# Anton Bertle
Anton Bertle (* 22. April 1861 in Lindau am Bodensee; † 16. Januar 1929 in Sigmarszell) war ein deutscher Pfarrer der römisch-katholischen Kirche und Heimatforscher.

## Leben und Wirken
Anton Bertle stammte aus Lindau, seine Primiz feierte er am 31. Juli 1884 und wurde zunächst Kaplan in Sonthofen. Von 1891 bis zu seinem Tode war er Pfarrer der Gemeinde St. Gallus in Sigmarszell. Neben seiner Seelsorgetätigkeit betätigte er sich kommunalpolitisch; auf seine Initiative hin wurde am 4. August 1918 die Energiegenossenschaft Schlachters gegründet. Sein hauptsächliches außerberufliches Interesse galt der Geschichte. Er verfasste eine Chronik seiner Gemeinde; daneben beschäftigte er sich mit Grabdenkmälern wie der Grabplatte des Bischofs Robert Hallum von Salisbury oder dem Epitaph des Pfarrers Johannes Baumgarten († 1606) in Wasserburg. 1884 zählte er zu den Gründungsmitgliedern des Alterthumsvereins Kempten (seit 1889 Allgäuer Altertumsverein, heute Heimatverein Kempten). Bertle gehörte dem Verein für Geschichte des Bodensees und seiner Umgebung an, in dessen Vorstand er von 1910 an das Land Bayern vertrat; für dieses Engagement zeichnete König Ludwig III. von Bayern ihn 1918 mit dem Verdienstorden vom Heiligen Michael IV. Klasse aus. Die Versammlungen besuchte er stets zuververlässig zu Fuß, daneben war er leidenschaftlicher Raucher von Virginiazigarren. Sein Epitaph an der Kirchenwand weist ihn als Ehrenbürger aus.

## Schriften (Auswahl)
- Chronik der Gemeinde und Pfarrei Sigmarszell im 19. Jahrhundert (1801–1900). Scherer, Lindau, o. J. [ca. 1905].
- Dr. phil. h. c. Heinrich Schützinger †. In: Schriften des Vereins für Geschichte des Bodensees und seiner Umgebung. Band 49, 1921, S. IX–XI. Digitalisat
- Die Kapelle in Berghofen bei Sonthofen und ihre Altäre. In: Allgäuer Geschichtsfreund. Jg. 4, 1891, Heft 8, S. 101–109.
- Margareten – Birlaberg – Bilratberg. In: Allgäuer Geschichtsfreund. Jg. 3, 1890, Heft 5, S. 75–76.
- Regesten der im Besitze des Martin Leimgruber in Gunzenried befindlichen Urkunden der freien Bauern zu Meglofs. In: Allgäuer Geschichtsfreund. Jg. 3, 1890, Heft 7, S. 103–108.